# Пакистан на летних Олимпийских играх 1964
Пакистан принимал участие в Летних Олимпийских играх 1964 года в Токио (Япония) в пятый раз за свою историю, и завоевал одну серебряную медаль.

## Медалисты
| Медаль               | Спортсмен | Вид спорта      | Дисциплина |
| -------------------- | --- | --------------- | ---------- |
| Серебро              | Сборная Пакистана по хоккею на траве \| Мунир Дар \| Манзур Хуссейн Атиф \| \| Саед Анвар \| Анвар Ахмед Хан \| \| Абдул Рашид \| Халид Махмуд \| \| Хаваджа Зака-уд-Дин \| Хуршид Азам \| \| Мухаммад Асад Малик \| Мотиулла \| \| Абдул Хамид \| Тарик Азиз \| \| Зафар Хаят \| Тарик Ниязи \| \| Мухаммад Афзал Манна \| Наваз Хизар Баджва \| | Хоккей на траве | Мужчины    |
| Мунир Дар            | Манзур Хуссейн Атиф |                 |            |
| Саед Анвар           | Анвар Ахмед Хан |                 |            |
| Абдул Рашид          | Халид Махмуд |                 |            |
| Хаваджа Зака-уд-Дин  | Хуршид Азам |                 |            |
| Мухаммад Асад Малик  | Мотиулла |                 |            |
| Абдул Хамид          | Тарик Азиз |                 |            |
| Зафар Хаят           | Тарик Ниязи |                 |            |
| Мухаммад Афзал Манна | Наваз Хизар Баджва |                 |            |